# Théodore de Mayerne
Théodore Turquet de Mayerne (28 septembre 1573 à Genève - 22 mars 1655 à Chelsea) est un médecin et chimiste genevois qui fit progresser les théories de Paracelse. En France, il fut médecin ordinaire de Henri IV, puis en Angleterre, « premier médecin » de Jacques Ier et de ses successeurs, Charles Ier et Charles II. En tant que chimiste, il travailla avec des artistes pour développer de nouveaux pigments, on lui doit aussi la première découverte d'un « air inflammable », que l'on nommera plus tard l'hydrogène.

## Biographie

### Famille et études

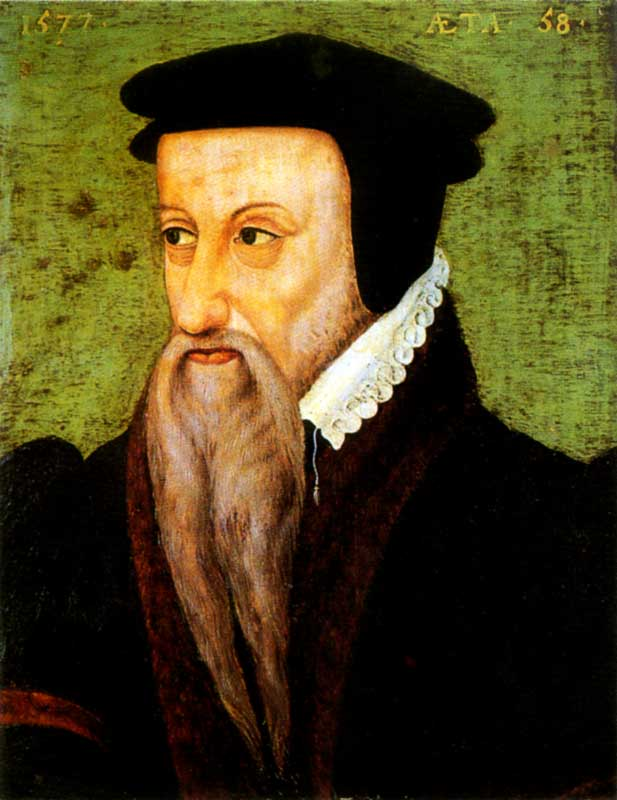
Théodore de Bèze, parrain de Mayerne.

Mayerne naît dans une famille protestante de Genève. Son père, Louis, un historien huguenot français a fui Lyon après le massacre de la Saint-Barthélemy et son parrain, à qui il doit son prénom, n'est autre que le théologien Théodore de Bèze. Son grand-père Étienne venait quant à lui de Chieri dans le Piémont avant de s'installer à Lyon pour faire le commerce de la soie et du poisson à l'angle des rues de la Saônerie et de la Chêvrerie. Le nom de famille est alors « Turchetti », puis devient « Turquet » en franchissant les Alpes, il existe d'ailleurs à Lyon, une impasse Turquet. Théodore prétend par la suite que son arrière-grand-père se nommait Jacques de Mayerne, dit Turquet, et que le blason de la famille remontait à l'empereur Frédéric Barberousse,.
Mayerne étudie tout d'abord à Genève puis à l'Université de Heidelberg, avant d'entreprendre des études de médecine à  Montpellier où il obtient son diplôme en 1596 puis son doctorat en 1597. Sa thèse réalisée sous la direction de Joseph du Chesne porte sur l'usage de remèdes chimiques en médecine ; c'est ainsi la première révélation de son intérêt pour les théories paracelsiennes.

### Carrière

#### En France
En 1598, Mayerne s'installe à Paris, où il ouvre une pratique médicale et donne des cours d'anatomie et de pharmacie. Cela déplait à la faculté de médecine de Paris qui y voit une concurrence à son propre enseignement. À cette époque, il soutient déjà les thèses de Paracelse et utilise des remèdes chimiques en rédigeant des rapports détaillés sur ses patients. Dans la querelle séculaire à propos des remèdes à base d'antimoine, il se range du côté des partisans de cette médecine chimique, ce qui lui vaut les foudres de Jean Riolan (1577-1657) professeur à la faculté de médecine de Paris.
En 1600, le premier médecin du roi Henri IV, le huguenot Jean Ribit de la Rivière (1571-1605) obtient que Mayerne devienne l'un des médecins ordinaires du roi,. Ses autres activités sont contrariées parce qu'il n'est pas catholique et parce que la plupart des médecins français suivent alors les principes de Galien. En 1603, il tente de soutenir son point de vue devant la faculté, affirmant dans son Apologia in qua videre est inviolatis Hippocratis et Galeni legibus, qu'il ne s'oppose ni à la galénique, ni aux principes d'Hippocrate. La faculté parvient cependant à faire fermer son cours. Malgré l'opposition de la faculté, Mayerne conserve les faveurs du roi, qui le charge d'accompagner le duc de Rohan lors d'une mission diplomatique en Allemagne et en Italie. 
En 1606, il se rend en Angleterre et y rencontre Jacques Ier. Il y suit également des cours à la faculté d'Oxford avant de rentrer en France. Le refus de Mayerne d'abjurer son protestantisme, lui portant de plus en plus préjudice, et l'assassinat d'Henri IV, en 1610, le décident à s'installer en Angleterre. 

#### En Angleterre

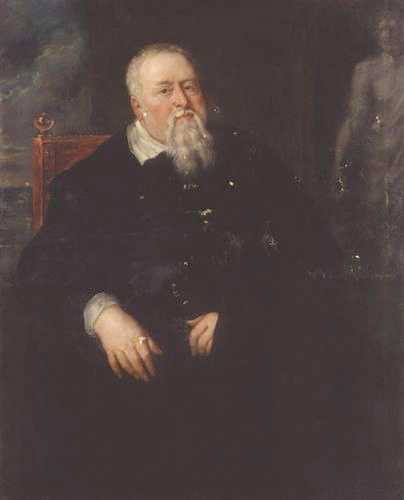
Sir Théodore Turquet de Mayerne par Rubens vers 1630.

En 1611 Mayerne devient « premier médecin » du roi Jacques Ier et de la reine, ainsi que de nombreux membres de la famille royale et de la cour, dont le prince de Galles Henri-Frédéric Stuart et Robert Cecil. Son impuissance à guérir ces deux célèbres patients et le scandale entourant le meurtre de son ami, le poète Thomas Overbury, rendent ses premières années en Angleterre assez pénibles. 
En 1616 Mayerne est élu Fellow du Royal College of Physicians. Il participe à la rédaction de Pharmacopoeia Londonensis, publié en 1618, qui est la première pharmacopée du royaume, dans laquelle il introduit le calomel et d'autres remèdes chimiques. Il est parfois envoyé en mission diplomatique en France et en Suisse, où il achète en octobre 1620 la seigneurie d'Aubonne. Il permet à la Society of Apothecaries d'obtenir une charte royale, distincte de celle des Grocers et participe à la fondation de la Company of Distillers. Le roi le fait chevalier en 1624. Après l'accession au trône de Charles Ier en 1625, Mayerne conserve son poste de « premier médecin » du roi.

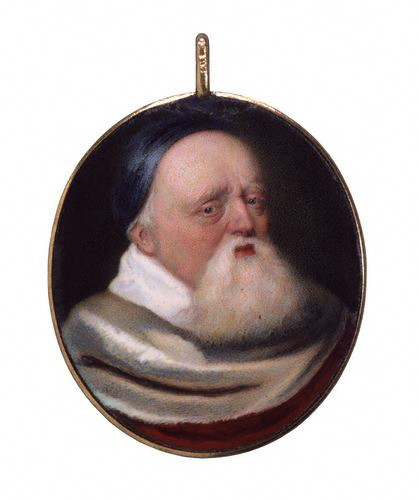
Turquet de Mayerne par Jean Petitot, vers 1640.

En 1628 sa femme, Marguerite de Boetslaer, avec qui il a eu trois enfants, meurt. Lorsque Pierre Paul Rubens se rend en Grande-Bretagne, en 1629, envoyé par Philippe IV, pour jeter les bases d'une alliance entre l'Espagne et l'Angleterre, il rencontre Mayerne qui lui commande un portrait. En 1630, Mayerne se remarie avec Elizabeth Joachimi avec qui il aura cinq enfants, dont seule une fille survécut. Lorsque la peste frappe Londres (en 1630), Mayerne cherche des moyens de prévenir et de vaincre l'épidémie. En 1631, il rédige un rapport, adressé à Charles Ier, qui recommande la création d'un Office of Health (ministère de la santé) auquel seront rapportés les cas de peste et qui pourra prendre des mesures restrictives de circulation des personnes et venir en aide aux plus défavorisés.
En plus de ses tâches médicales, Mayerne s'intéresse à la chimie. Il travaille avec des peintres, comme Jean Petitot, pour développer de nouveaux pigments comme le pourpre et perfectionne les plaques de cuivre qui supportent la pâte d'émail destinée à la peinture. Il découvre qu'un gaz inflammable se dégage lorsque de l'« huile de vitriol » diluée est versée sur du fer. Cette découverte de l'hydrogène, bien antérieure à celle de Robert Boyle en 1673 est relatée dans son ouvrage Opera medica, complectentia consilia, epistolas et observationes, pharmacopeam, variasque medicamentorum formulas.
Enfin, il s'intéresse à la zoologie. C'est lui qui réussit à éditer le premier ouvrage d'entomologie publié en Angleterre, en gestation depuis de nombreuses années, terminé par Thomas Muffet (ou Mouffet) peu avant sa mort en 1604: Insectorum, sive minimorum animalium Theatrum: Olim ab Edoardo Wottono, Conrado Gesnero, Thomaque Pennio inchoatum: tandem Tho. Moufeti Londinatis opera sumptibusque maximis concinnatum, auctum, perfectum (Londres : Th. Cotes, 1634).
Lors de la Première Révolution anglaise, entre 1641 et 1649, Mayerne fait profil bas dans sa pratique de Londres et conserve les faveurs du parlement. Après l'exécution de Charles Ier en 1649, il devient « premier médecin » de Charles II, mais prend bientôt sa retraite et s'installe dans le quartier de Chelsea à Londres. C'est là qu'il meurt le 22 mars 1654 ou 1655 (selon les sources). Il repose à St Martin-in-the-Fields avec la plupart des membres de sa famille. Son filleul Sir Theodore des Vaux lui fait construire un monument et publie les notes médicales de Mayerne dans l'ouvrage intitulé Praxeos Mayernian en 1690.

## Postérité
Parmi les possessions de Mayerne, après sa mort, on compte un grand nombre de publications et de manuscrits médicaux, dont des notes détaillées, en français et en latin, concernant ses patients qui vont de John Donne à Oliver Cromwell. Ses papiers sont aujourd'hui conservés par le Royal College of Physicians.
On reconnaît aujourd'hui très largement son influence sur l'exercice de la médecine, dont la normalisation des remèdes chimiques et la première tentative de socialisation de la médecine en Angleterre.
Son point de vue « paracelsien », qui considérait le monde comme riche de secrets chimiques n'attendant qu'à être exploités, l'amena à concevoir des projets visant à améliorer les mines de charbon écossaises et à rouvrir des mines de plomb en Europe. Il fit des expériences de chimie et de physique, créa des pigments et des cosmétiques et introduisit le calomel à usage médical.

## Œuvres
- Apologia in qua videre est inviolatis Hippocratis [et] Galeni legibus, remedia Chymice preparata, tuto usurpari posse, ad cuiusdam anonymi calumnias Responsio. Rupellae, 1603. (OCLC 257480758)
- Sommaire description de la France, Allemagne, Italie & Espagne. … Rouen, I. Petit, 1604. (OCLC 63673748)
- La suite de la Guide des chemins tant de France, d'Espagne, Italie, & autres pays … Lyon, 1610. (OCLC 57464094)
- Pictoria sculptoria & quae subalternarum artium, 1620 (OCLC 192437532)
- The true picture and relation of Prince Henry … At Leyden : Printed by VVilliam Christian, 1634. (OCLC 222204241)
- Histoire generale d'Espagne : … Paris : Chez Sanuel Thiboust, 1635. (OCLC 55274051)
- The distiller of London. … London, Richard Bishop, 1639. (OCLC 14302599)
- King Charles ye First his physick books, [ca. 1645-1655]. 1645. (OCLC 52744383)
- Praxeos mayernian in morbis internis prcipue gravioribus & chronicis syntagma, ex adversariis, consiliis ac epistolis ejus, summa cura ac diligentia concinnatum., Londini : Impensis Sam. Smith ..., 1690. (OCLC 270546005)
  - La pratique de medecine, Lyon : Anisson & Posuel, 1693. (OCLC 20466213)
- Opera medica, complectentia consilia, epistolas et observationes, pharmacopeam, variasque medicamentorum formulas, Londini, R.E., 1700. (OCLC 27967487)